# Märchenhain

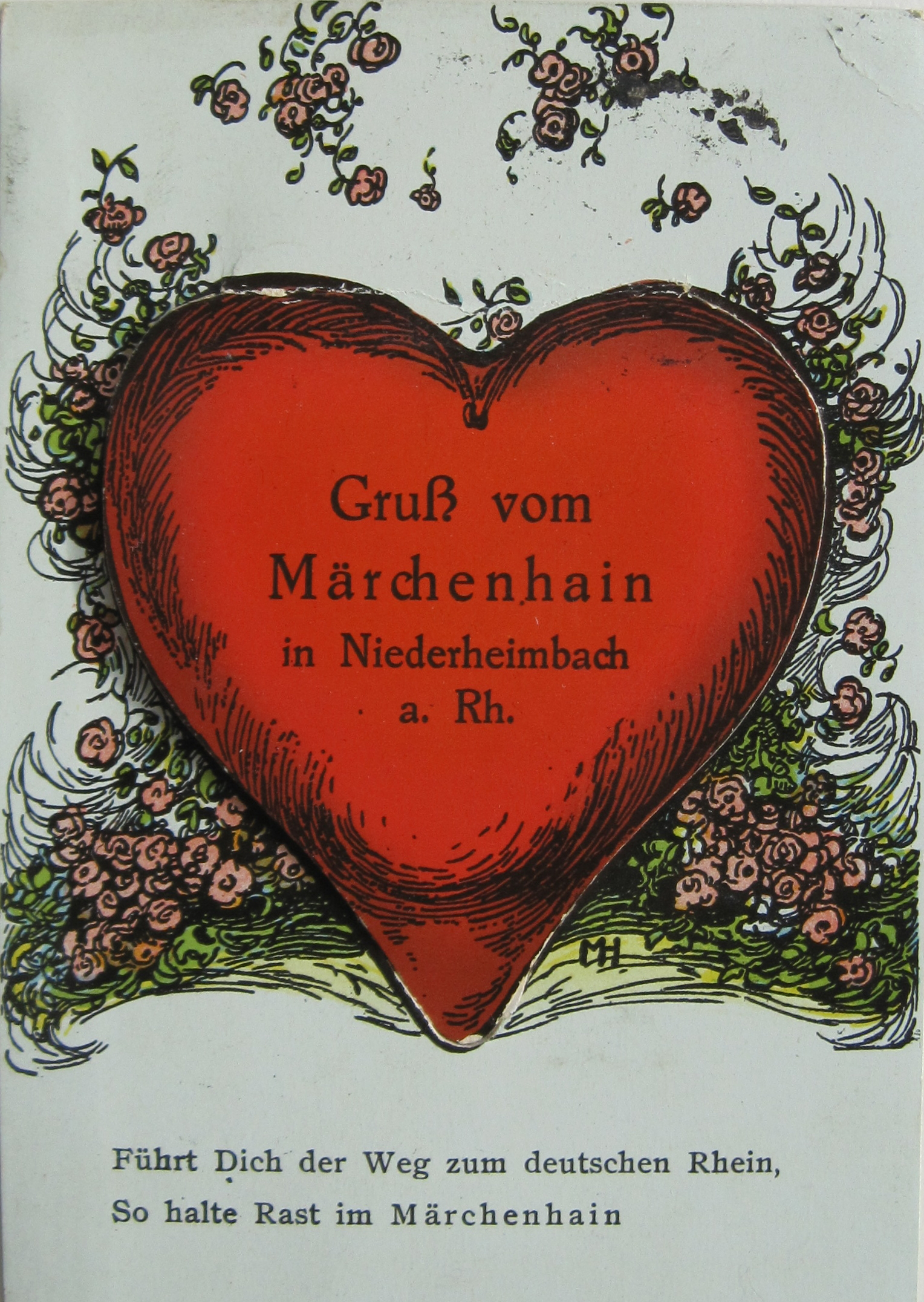
Ansichtskarte aus den 1930er Jahren

Der Märchenhain war ab den 1930er Jahren bis 1980 ein über dem Weinort Niederheimbach gelegener Märchenwald und ein touristischer Anziehungspunkt am Mittelrhein.

## Geschichte
Erbauer war der Bildhauer Ernst Heilmann (* 30. März 1877 in Münster, † 1969 in Niederheimbach). Er kam 1910 nach Niederheimbach und eröffnete 1911 eine bescheidene Werkstatt, in der er Altäre, Kanzeln und Gestühle für verschiedenen Kirchen z. B. in Arzfeld, Neuerburg, Montabaur und im Elsass baute.
Heilmann erschuf ab 1927 auf einem Plateau, welches durch einen Erdrutsch entstanden war, den Märchenhain. 
Am 10. August 1927 wurde zunächst ein Gaststättenbetrieb mit Konditorei an der heutigen Bundesstraße 9 eröffnet. Über 132 Treppenstufen gelangte man von dort zum eigentlichen Märchenhain mit Blick auf den Rhein. Vor einem weiteren Gaststättengebäude auf dem Märchenhaingelände befand sich zunächst eine Spielwiese, aus der später eine große Tanzfläche wurde. Die Einweihung des Haines fand am 2. Juli 1931 statt, die Enthüllung der Brüder Grimm am 6. August 1932. Zu dieser Feier wurde als Freilichtspiel Rotkäppchen und der böse Wolf aufgeführt. 
Auf dem Gelände waren in kleinen Häuschen Märchen szenisch nachgebildet, so gab es ein „Knusperhäuschen“ für das Märchen Hänsel und Gretel, ein Schneewittchen- und ein Aschenbrödel-Haus. Andere Märchenfiguren wie das Rotkäppchen  verteilten sich über das Grundstück. Zum Rhein fand Heilmanns „Mutterdenkmal“ seinen Platz. Als Modell sowohl für die Märchenfiguren als auch für das Mutterdenkmal dienten Heilmann Niederheimbacher Kinder sowie seine eigene Familie.
In der Zeit des Nationalsozialismus brachte die Organisation Kraft durch Freude (KdF) zunächst noch größere Besucherzahlen für den Märchenhain, die jedoch während des Zweiten Weltkrieges einbrachen.
Nach dem Krieg zählte man 1951 bereits 3.500 Besucher. Die Besucherzahl stieg stetig an. Viele bekannte Schauspieler fanden sich ein. Im Film Einmal am Rhein des Regisseurs Helmut Weiss aus dem Jahr 1952 ging die obere Gaststätte des Märchenhains als „Rheinschlösschen“ in die Filmgeschichte ein. Viele Niederheimbacher Bürger dienten darin als Statisten. Der Park verzeichnete 1953 den 500.000. Besucher. 1957 wurde ein großer Bewirtungssaal an die Gaststätte angebaut, somit konnten insgesamt bis zu 3.000 Gäste bewirtet werden. Ernst Heilmann wurde 1961 Ehrenbürger von Niederheimbach, er verstarb 1969 im Alter von 93 Jahren. 
1980 wurde der Märchenhain verkauft, die neuen Eigentümer hatten keinerlei Interesse an der Weiterführung des Parks. Grundstück und Gebäude sind seitdem dem Verfall preisgegeben. Auf eine Bürgerinitiative hin wurden die Märchenfiguren jedoch gerettet und restauriert und haben an einem idyllisch gelegenen Weg nahe der Ortschaft ihren neuen Platz gefunden. Dort sind nun viele Märchenfiguren wie Rotkäppchen, Hänsel und Gretel und viele weitere in neuem Glanz auf dem „Kuhweg“ und in der Burggärtnerei zu betrachten. Die Figuren wurden 1998 von den Eigentümern des Märchenhain-Geländes der Gemeinde Niederheimbach übereignet.

## Galerie

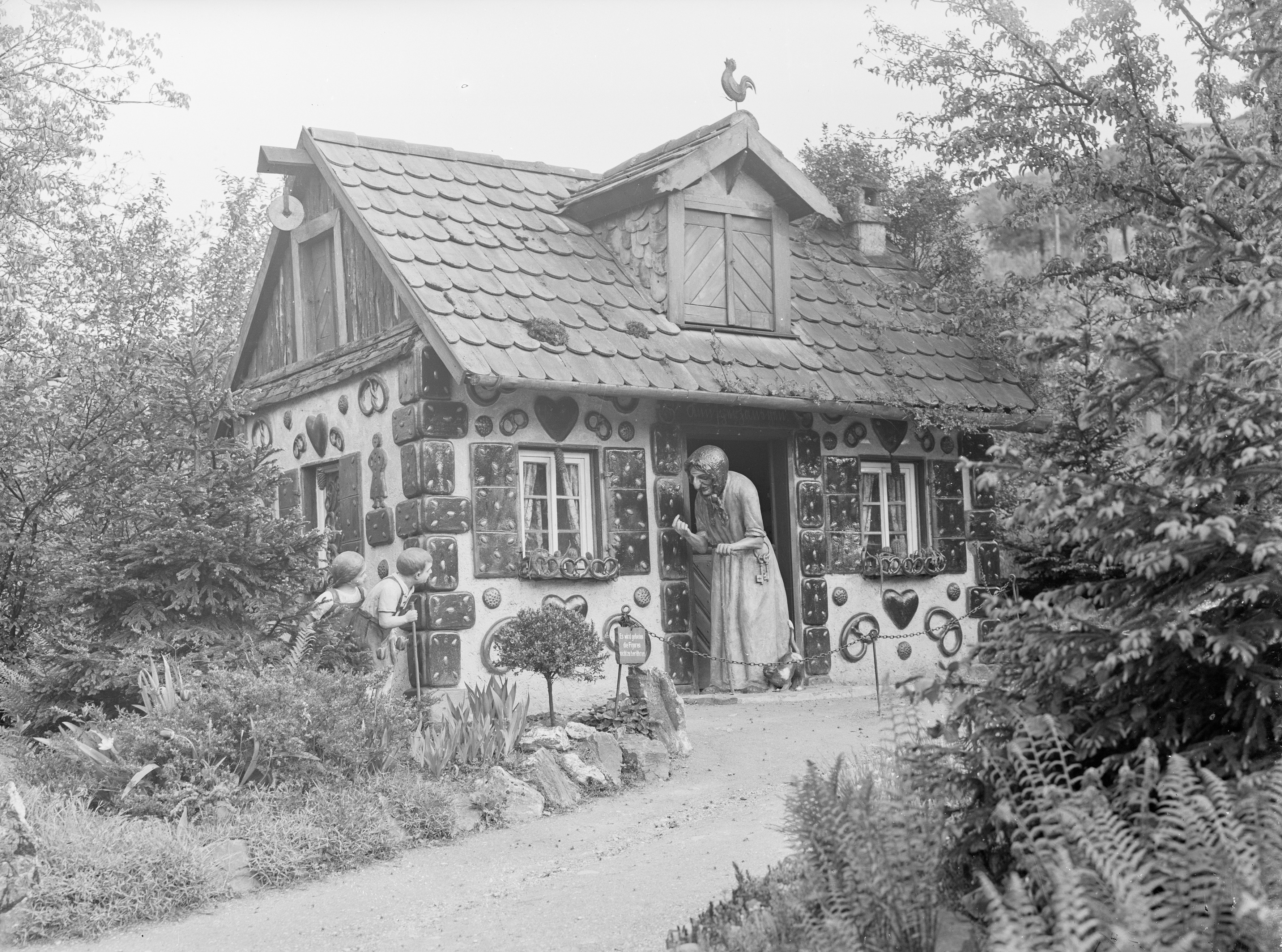
Hänsel und Gretel
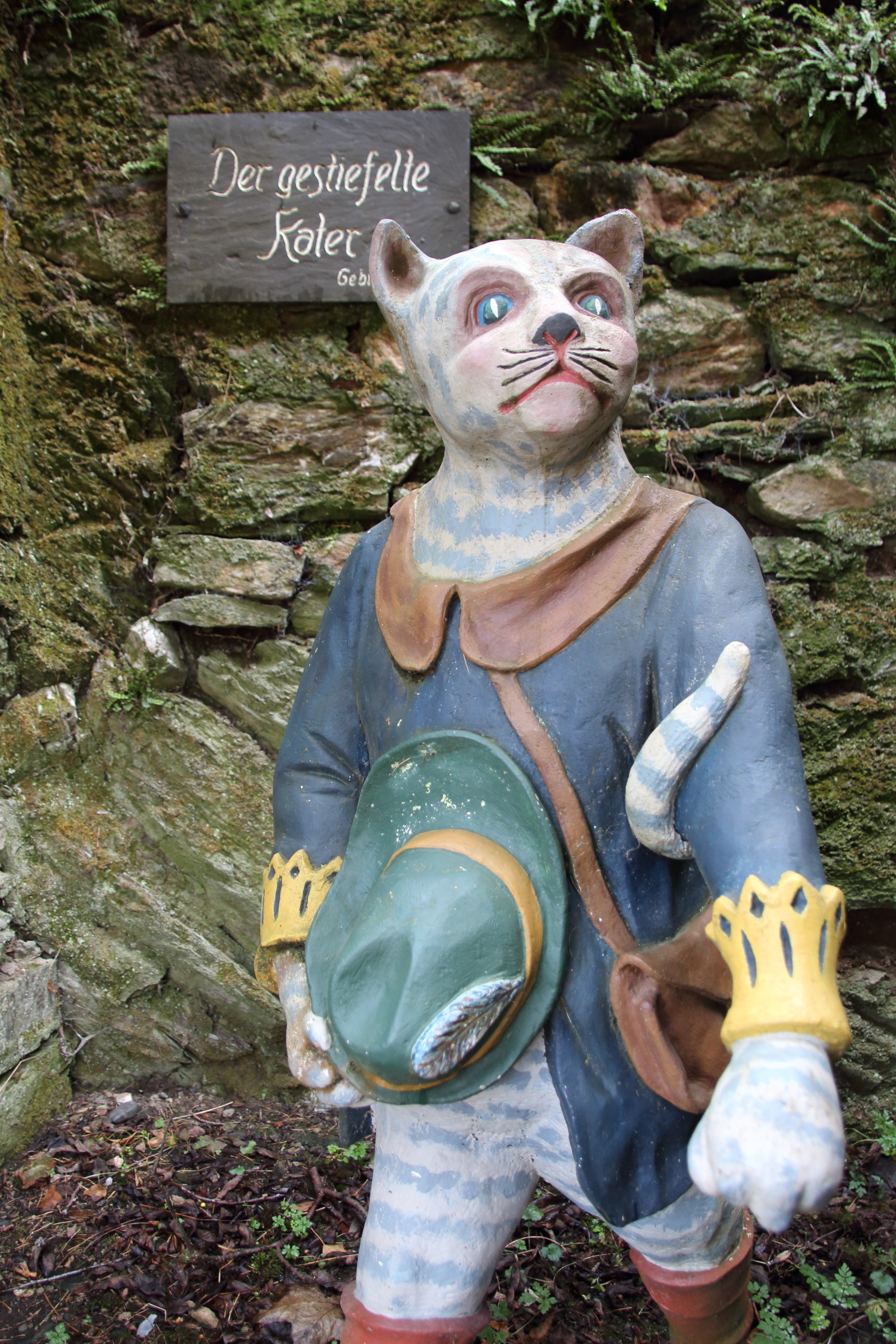
Der gestiefelte Kater
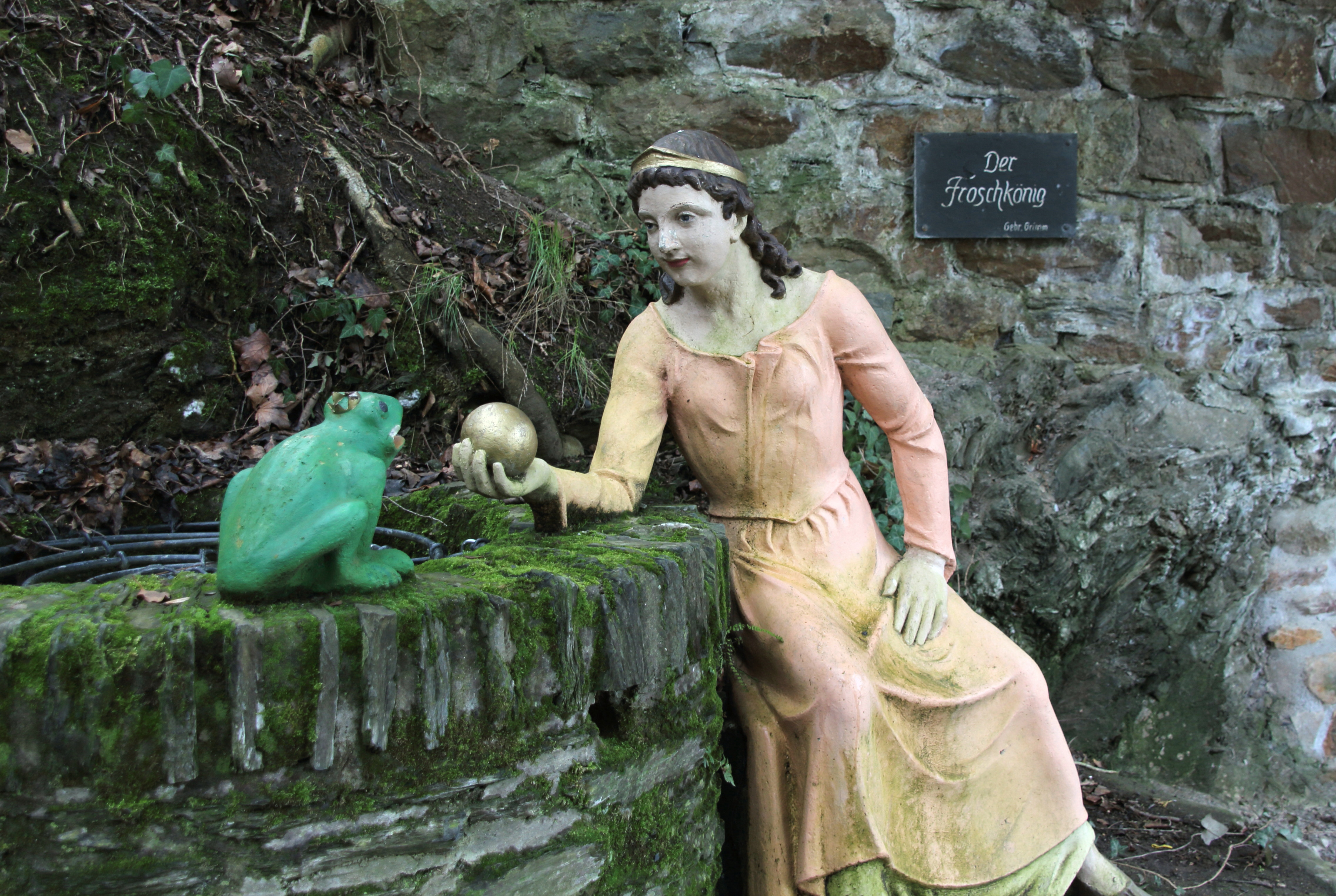
Der Froschkönig
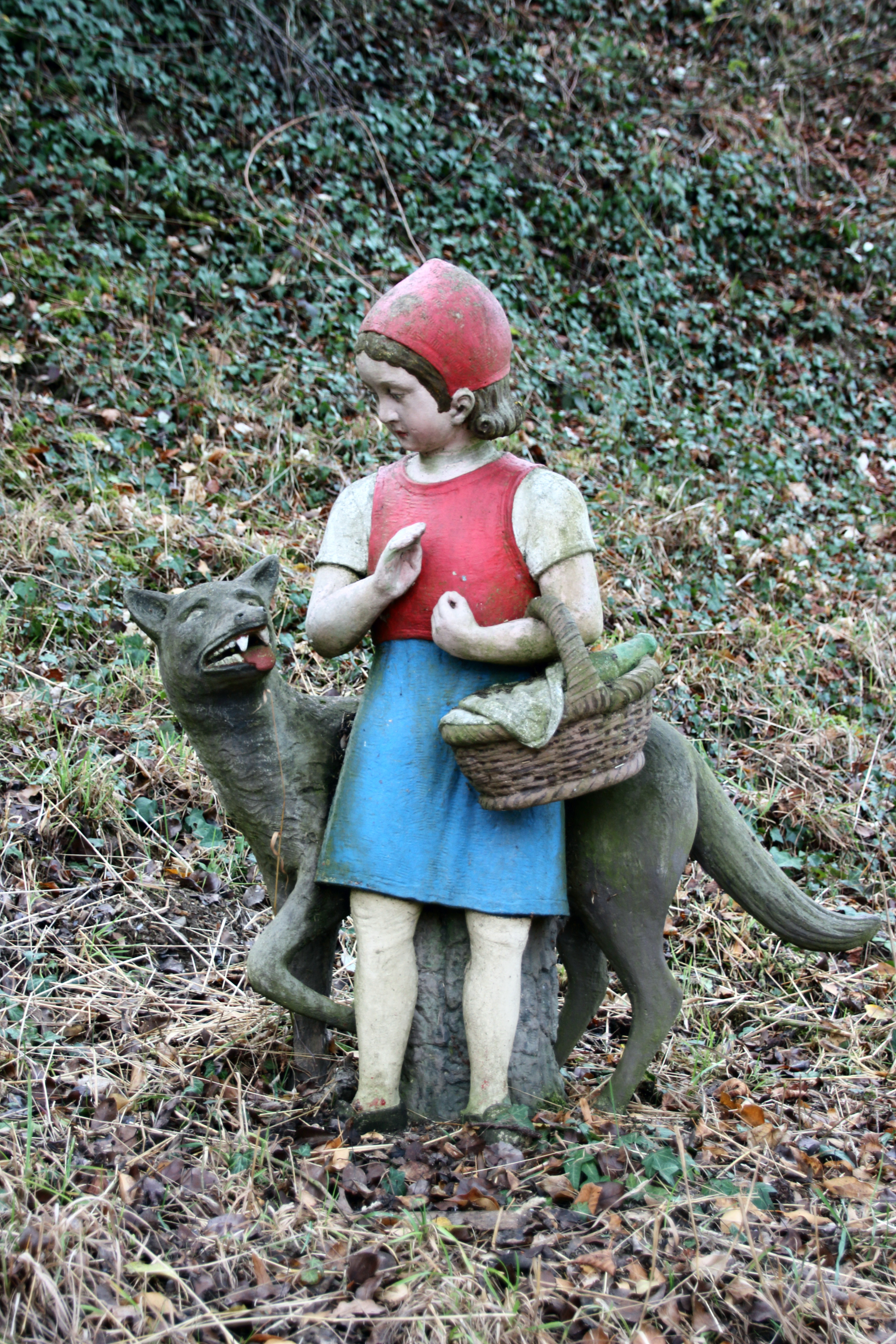
Rotkäppchen
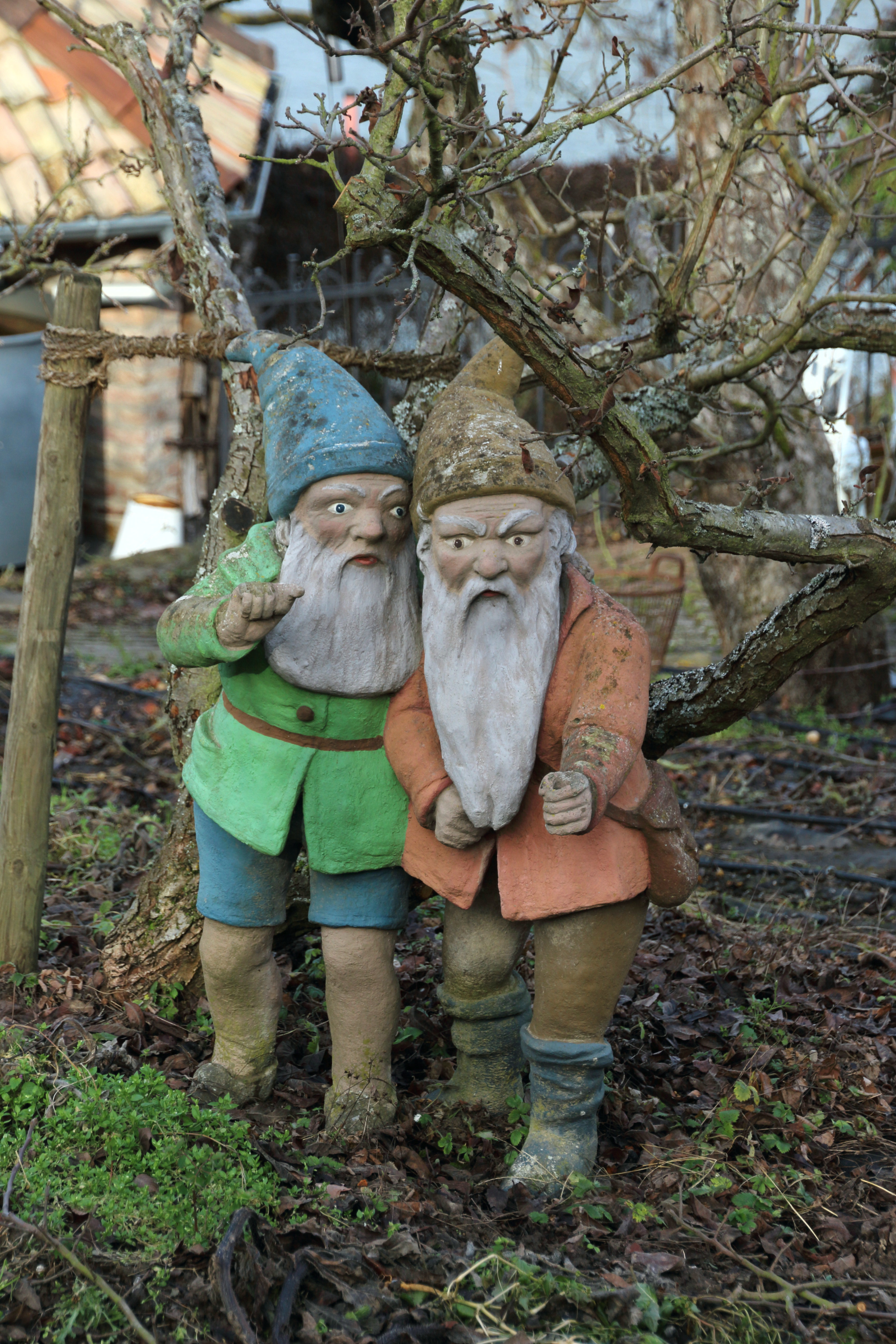
Schneewittchens Zwerge
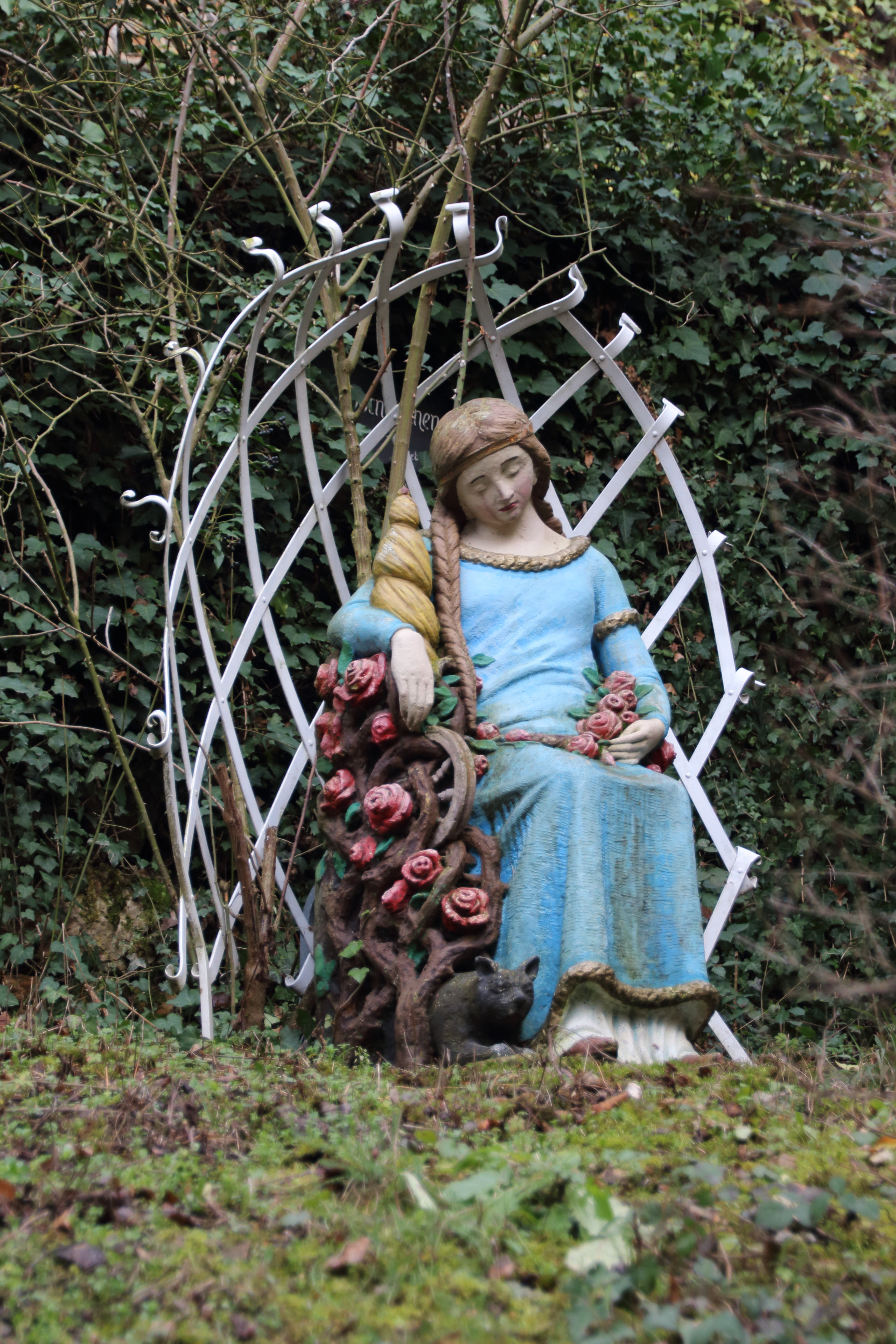
Dornröschen